# Dryopteris exsculpta
Dryopteris exsculpta là một loài dương xỉ trong họ Dryopteridaceae. Loài này được C.Chr.apud Cop. mô tả khoa học đầu tiên năm 1928.
Danh pháp khoa học của loài này chưa được làm sáng tỏ. 